# Колоньола ай Коли
Колоньо̀ла ай Ко̀ли (на италиански: Colognola ai Colli; на венециански: Colognola, Колоньола) е община в Северна Италия, провинция Верона, регион Венето. Разположена е на 177 m надморска височина. Населението на общината е 8627 души (към 2015 г.).
Административен център на общината е градче Вила (Villa).